# STX8
STX8 (англ. Syntaxin 8) – білок, який кодується однойменним геном, розташованим у людей на короткому плечі 17-ї хромосоми. Довжина поліпептидного ланцюга білка становить 236 амінокислот, а молекулярна маса — 26 907.
| 10         |  | 20         |  | 30         |  | 40         |  | 50         |
| ---------- |  | ---------- |  | ---------- |  | ---------- |  | ---------- |
| MAPDPWFSTY |  | DSTCQIAQEI |  | AEKIQQRNQY |  | ERKGEKAPKL |  | TVTIRALLQN |
| LKEKIALLKD |  | LLLRAVSTHQ |  | ITQLEGDRRQ |  | NLLDDLVTRE |  | RLLLASFKNE |
| GAEPDLIRSS |  | LMSEEAKRGA |  | PNPWLFEEPE |  | ETRGLGFDEI |  | RQQQQKIIQE |
| QDAGLDALSS |  | IISRQKQMGQ |  | EIGNELDEQN |  | EIIDDLANLV |  | ENTDEKLRNE |
| TRRVNMVDRK |  | SASCGMIMVI |  | LLLLVAIVVV |  | AVWPTN     |  |            |

A: Аланін

C: Цистеїн

D: Аспарагінова кислота

E: Глутамінова кислота

F: Фенілаланін

G: Гліцин

H: Гістидин

I: Ізолейцин

K: Лізин

L: Лейцин

M: Метіонін

N: Аспарагін

P: Пролін

Q: Глутамін

R: Аргінін

S: Серин

T: Треонін

V: Валін

W: Триптофан

Кодований геном білок за функцією належить до фосфопротеїнів. 
Задіяний у такому біологічному процесі, як транспорт. 
Локалізований у мембрані.